# Auditorium de Royan
L'auditorium de Royan est l'un des éléments du patrimoine architectural de la ville situé sur le front de mer de Royan, en Charente-Maritime.

## Historique
Il est mitoyen de la « promenade Botton » : située au point de convergence entre l'espace urbain, matérialisé par la poste centrale et les artères commerçantes du centre-ville, et l'espace balnéaire, ouvert sur la plage de la Grande-Conche et le front de mer, la promenade Botton est un espace commercial et touristique aménagé entre 1950 et 1980. Autrefois champ de foire de la ville, la promenade actuelle abrita ensuite le casino municipal, œuvre maîtresse de l'architecte Gaston Redon. Après sa destruction en 1945, l'espace ainsi libéré fut prévu pour accueillir un espace vert, articulé autour d'un auditorium.

## Description
L'auditorium est le fruit d'une réalisation de l'architecte Marcel Canellas, livré en 1961.
Cet édifice, qui s'inscrit dans la mouvance moderniste, se compose d'une coque en béton armé recouvrant une scène dont le soubassement masque des vestiaires et des pièces annexes semi-enterrées. 
La place qui jouxte cet édifice est prolongée à l'est par une galerie serpentine en béton, abritant des commerces ainsi que les locaux du syndicat d'initiative. Cette galerie commerciale, comprenant un promenoir couvert, est l'œuvre de l'architecte Maillard.

## Affectations
Des raisons de sécurité ont poussé la municipalité à en interdire l'accès quelque temps. À l'été 2021, un spectacle de marionnettes y est organisé à raison de deux représentations par jour.